# 孤证不立
孤证不立的意思是，如果只有一条证据支持某个结论，这个结论是不可接受的，在逻辑学上，称为弱命题。
孤证不立的使用范围如法院审判、考古学，以及在科学研究中为证明某个结论，会从不同的角度设计实验或寻找证据证明。